# Південна Корея на літніх Олімпійських іграх 2016
Південну Корею на літніх Олімпійських іграх 2016 представляли 204 спортсмени в 24 видах спорту.

## Нагороди
| Медаль | Спортсмен                         | Вид спорту      | Дисципліна                                          | Дата      |
| ------ | --------------------------------- | --------------- | --------------------------------------------------- | --------- |
| Золото | Кім У Джін Ку Бон Чан Лі Син Юн   | Стрільба з лука | командна першість (чоловіки)                        | 6 серпня  |
| Золото | Кі Бо Бе Чан Хьо Джін Чхве Мі Сун | Стрільба з лука | командна першість (жінки)                           | 7 серпня  |
| Золото | Пак Сан Йон                       | Фехтування      | індивідуальна шпага (чоловіки)                      | 9 серпня  |
| Золото | Чин Чон О                         | Стрільба        | пістолет, 50 метрів (чоловіки)                      | 10 серпня |
| Золото | Чан Хьо Джін                      | Стрільба з лука | індивідуальна першість (жінки)                      | 11 серпня |
| Золото | Ку Бон Чан                        | Стрільба з лука | індивідуальна першість (чоловіки)                   | 12 серпня |
| Золото | Кім Со Хі                         | Тхеквондо       | до 49 кг (жінки)                                    | 17 серпня |
| Золото | О Х'є Рі                          | Тхеквондо       | до 67 кг (жінки)                                    | 19 серпня |
| Золото | Пак Ін Бі                         | Гольф           | жінки                                               | 20 серпня |
| Срібло | Чон Бо Кьон                       | Дзюдо           | до 48 кг (жінки)                                    | 6 серпня  |
| Срібло | Ан Ба Ул                          | Дзюдо           | до 66 кг (чоловіки)                                 | 7 серпня  |
| Срібло | Кім Чон Хьон                      | Стрільба        | гвинтівка лежачи, 50 м (чоловіки)                   | 12 серпня |
| Бронза | Юн Чін Хі                         | Важка атлетика  | до 53 кг (жінки)                                    | 7 серпня  |
| Бронза | Квак Дон Хан                      | Дзюдо           | до 90 кг (чоловіки)                                 | 10 серпня |
| Бронза | Кім Джон Хван                     | Фехтування      | індивідуальна шабля (чоловіки)\|Індивідуальна шабля | 10 серпня |
| Бронза | Кі Бо Бе                          | Стрільба з лука | індивідуальна першість (жінки)                      | 11 серпня |
| Бронза | Кім Хьон У                        | Боротьба        | греко-римська, до 75 кг (чоловіки)                  | 14 серпня |
| Бронза | Кім Тхе Хун                       | Тхеквондо       | до 58 кг (чоловіки)                                 | 17 серпня |
| Бронза | Лі Де Хун                         | Тхеквондо       | до 68 кг (чоловіки)                                 | 18 серпня |
| Бронза | Чон Гьон Ин Шин Сьон Чхан         | Бадмінтон       | парний розряд (жінки)                               | 18 серпня |
| Бронза | Чха Тон Мін                       | Тхеквондо       | понад 80 кг (чоловіки)                              | 20 серпня |

## Спортсмени
| Дисципліна                      | Чоловіки | Жінки | Разом |
| ------------------------------- | -------- | ----- | ----- |
| Стрільба з лука                 | 3        | 3     | 6     |
| Легка атлетика                  | 11       | 6     | 17    |
| Бадмінтон                       | 7        | 7     | 14    |
| Веслування на байдарках і каное | 1        | 0     | 1     |
| Велоспорт                       | 7        | 2     | 9     |
| Стрибки у воду                  | 1        | 0     | 1     |
| Кінний спорт                    | 1        | 0     | 1     |
| Фехтування                      | 6        | 8     | 14    |
| Хокей на траві                  | 0        | 16    | 16    |
| Футбол                          | 18       | 0     | 18    |
| Гольф                           | 2        | 4     | 6     |
| Гімнастика                      | 5        | 2     | 7     |
| Гандбол                         | 0        | 14    | 14    |
| Дзюдо                           | 7        | 5     | 12    |
| Сучасне п'ятиборство            | 2        | 1     | 3     |
| Академічне веслування           | 1        | 1     | 2     |
| Вітрильний спорт                | 4        | 0     | 4     |
| Стрільба                        | 9        | 8     | 17    |
| Плавання                        | 3        | 5     | 8     |
| Настільний теніс                | 3        | 3     | 6     |
| Тхеквондо                       | 3        | 2     | 5     |
| Волейбол                        | 0        | 12    | 12    |
| Важка атлетика                  | 4        | 3     | 7     |
| Боротьба                        | 5        | 0     | 5     |
| Разом                           | 103      | 102   | 205   |

## Стрільба з лука
Чоловіки
| Спортсмен                       | Дисципліна    | Попередній раунд | Попередній раунд | 1/32 фіналу            | 1/16 фіналу             | 1/8 фіналу         | Чвертьфінали             | Півфінали             | Фінал / БМ           | Фінал / БМ      |
| Спортсмен                       | Дисципліна    | Результат        | Сіяний           | Суперник Результат     | Суперник Результат      | Суперник Результат | Суперник Результат       | Суперник Результат    | Суперник Результат   | Місце           |
| ------------------------------- | ------------- | ---------------- | ---------------- | ---------------------- | ----------------------- | ------------------ | ------------------------ | --------------------- | -------------------- | --------------- |
| Кім У Джін                      | Індивідуальні | 700 WR           | 1                | Sutherland (ZIM) W 6–0 | Агата (INA) L 2–6       | Завершив виступ    | Завершив виступ          | Завершив виступ       | Завершив виступ      | Завершив виступ |
| Ку Бон Чан                      | Індивідуальні | 681              | 6                | Балаж (SVK) W 6–0      | Гьюстон (GBR) W 6–0     | Флото (GER) W 6-4  | Ворт (AUS) W 6–5         | Еллісон (USA) W 6–5   | Валладон (FRA) W 7–3 | 1               |
| Лі Син Юн                       | Індивідуальні | 676              | 12               | Xavier (BRA) W 6–2     | Альваріньйо (ESP) W 7–1 | Дас (IND) W 6-4    | van den Berg (NED) L 4–6 | Завершив виступ       | Завершив виступ      | Завершив виступ |
| Кім У Джін Ку Бон Чан Лі Син Юн | Команда       | 2057             | 1                | Н/Д                    | Н/Д                     | Bye                | Нідерланди (NED) W 6–0   | Австралія (AUS) W 6–0 | США (USA) W 6–0      | 1               |

Жінки
| Спортсменка                       | Дисципліна    | Попередній раунд | Попередній раунд | 1/32 фіналу         | 1/16 фіналу             | 1/8 фіналу            | Чвертьфінали         | Півфінали                     | Фінал / БМ           | Фінал / БМ       |
| Спортсменка                       | Дисципліна    | Результат        | Сіяна            | Суперниця Результат | Суперниця Результат     | Суперниця Результат   | Суперниця Результат  | Суперниця Результат           | Суперниця Результат  | Місце            |
| --------------------------------- | ------------- | ---------------- | ---------------- | ------------------- | ----------------------- | --------------------- | -------------------- | ----------------------------- | -------------------- | ---------------- |
| Чан Хьо Джін                      | Індивідуальні | 666              | 2                | Татафу (TGA) W 6–0  | Січеннікова (UKR) W 6–2 | Kang U-j (PRK) W 6–2  | Фолкард (GBR) W 7–1  | Кі Б-б (KOR) W 7–3            | Унрух (GER) W 6–2    | 1                |
| Чхве Мі Сун                       | Індивідуальні | 669              | 1                | Каміло (DOM) W 6–0  | Le C-y (TPE) W 6–2      | Степанова (RUS) W 7–3 | Валенсія (MEX) L 0–6 | Завершила виступ              | Завершила виступ     | Завершила виступ |
| Кі Бо Бе                          | Індивідуальні | 663              | 3                | Анвар (KEN) W 7–1   | Марченко (UKR) W 6–2    | Тхве (MYA) W 6–0      | У Цз (CHN) W 6–2     | Chang H-j (KOR) L 3–7         | Валенсія (MEX) W 6–4 | 3                |
| Чан Хьо Джін Чхве Мі Сун Кі Бо Бе | Команда       | 1998             | 1                | Н/Д                 | Н/Д                     | Bye                   | Японія (JPN) W 5–1   | Китайський Тайбей (TPE) W 5–1 | Росія (RUS) W 5–1    | 1                |

## Легка атлетика
Легенда
- Note – для трекових дисциплін місце вказане лише для забігу, в якому взяв участь спортсмен
- Q = пройшов у наступне коло напряму
- q = пройшов у наступне коло за добором (для трекових дисциплін - найшвидші часи серед тих, хто не пройшов напряму; для технічних дисциплін - увійшов до визначеної кількості фіналістів за місцем якщо напряму пройшло менше спортсменів, ніж визначена кількість)
- NR = Національний рекорд
- N/A = Коло відсутнє у цій дисципліні
- Bye = спортсменові не потрібно змагатися у цьому колі

Трекові і шосейні дисципліни
Чоловіки
| Спортсмен      | Дисципліна      | Попередній забіг | Попередній забіг | Чвертьфінал | Чвертьфінал | Півфінал        | Півфінал        | Фінал           | Фінал           |
| Спортсмен      | Дисципліна      | Результат        | Місце            | Результат   | Місце       | Результат       | Місце           | Результат       | Місце           |
| -------------- | --------------- | ---------------- | ---------------- | ----------- | ----------- | --------------- | --------------- | --------------- | --------------- |
| Бьон Йон Чун   | ходьба на 20 км | Н/Д              | Н/Д              | Н/Д         | Н/Д         | Н/Д             | Н/Д             | 1:30:38         | 61              |
| Чхве Бьон Кан  | ходьба на 20 км | Н/Д              | Н/Д              | Н/Д         | Н/Д         | Н/Д             | Н/Д             | 1:29:08         | 57              |
| Кім Хьон Соп   | ходьба на 20 км | Н/Д              | Н/Д              | Н/Д         | Н/Д         | Н/Д             | Н/Д             | 1:21:44         | 17              |
| Кім Хьон Соп   | ходьба на 50 км | Н/Д              | Н/Д              | Н/Д         | Н/Д         | Н/Д             | Н/Д             | DNF             | DNF             |
| Кім Кук Йон    | 100 м           | Bye              | Bye              | 10.37       | 7           | Завершив виступ | Завершив виступ | Завершив виступ | Завершив виступ |
| Пак Чіл Сон    | ходьба на 50 км | Н/Д              | Н/Д              | Н/Д         | Н/Д         | Н/Д             | Н/Д             | DSQ             | DSQ             |
| Сім Чон Соп    | Марафон         | Н/Д              | Н/Д              | Н/Д         | Н/Д         | Н/Д             | Н/Д             | 2:42:42         | 138             |
| Son Myeong-jun | Марафон         | Н/Д              | Н/Д              | Н/Д         | Н/Д         | Н/Д             | Н/Д             | 2:36:21         | 131             |

Жінки
| Спортсменка   | Дисципліна      | Фінал     | Фінал |
| Спортсменка   | Дисципліна      | Результат | Місце |
| ------------- | --------------- | --------- | ----- |
| Ahn Seul-ki   | Марафон         | 2:36:50   | 42    |
| Чон Йонгин    | ходьба на 20 км | 1:36:31   | 39    |
| Лі Дасиль     | ходьба на 20 км | DSQ       | DSQ   |
| Lee Jeong-eun | ходьба на 20 км | DSQ       | DSQ   |
| Лім Кьон Хі   | Марафон         | 2:43:31   | 70    |

Технічні дисципліни
| Спортсмен    | Дисципліна                   | Кваліфікація       | Кваліфікація | Фінал              | Фінал           |
| Спортсмен    | Дисципліна                   | Результат у метрах | Місце        | Результат у метрах | Місце           |
| ------------ | ---------------------------- | ------------------ | ------------ | ------------------ | --------------- |
| Кім Док-Хьон | стрибки в довжину (чоловіки) | 7.82               | 14           | Завершив виступ    | Завершив виступ |
| Кім Док-Хьон | потрійний стрибок (чоловіки) | 16.36              | 27           | Завершив виступ    | Завершив виступ |
| У Сан Хьок   | стрибки у висоту (чоловіки)  | 2.26               | 22           | Завершив виступ    | Завершив виступ |
| Юн Син Хьон  | стрибки у висоту (чоловіки)  | 2.17               | 43           | Завершив виступ    | Завершив виступ |

## Бадмінтон
Чоловіки
| Спортсмен             | Дисципліна       | Груповий етап                                    | Груповий етап                                  | Груповий етап                                  | Груповий етап | Вибування                     | Чвертьфінал                                     | Півфінал           | Фінал / БМ         | Фінал / БМ      |
| Спортсмен             | Дисципліна       | Суперник Результат                               | Суперник Результат                             | Суперник Результат                             | Місце         | Суперник Результат            | Суперник Результат                              | Суперник Результат | Суперник Результат | Місце           |
| --------------------- | ---------------- | ------------------------------------------------ | ---------------------------------------------- | ---------------------------------------------- | ------------- | ----------------------------- | ----------------------------------------------- | ------------------ | ------------------ | --------------- |
| Лі Дон Кин            | одиночний розряд | Аксельсен (DEN) L (11–21. 13–21)                 | Понсана (THA) L (19–21, 21–17, 16–21)          | Н/Д                                            | 2             | Завершив виступ               | Завершив виступ                                 | Завершив виступ    | Завершив виступ    | Завершив виступ |
| Сон Ван Хо            | одиночний розряд | Почтарьов (UKR) W (21–9, 21–15)                  | Малікал (RSA) W (21–10, 21–10)                 | Н/Д                                            | 1 Q           | Ng K L (HKG) W (23–21, 21–17) | Chen L (CHN) L (11–21, 21–18, 11–21)            | Завершив виступ    | Завершив виступ    | Завершив виступ |
| Кім Кі Чон Кім Са Ран | парний розряд    | Бое / Могенсен (DEN) W (21–15, 21–18)            | Цваліна / Ваха (POL) W (21–14, 21–15)          | Елліс / Ленгрідж (GBR) L (21–17, 23–25, 18–21) | 1 Q           | Н/Д                           | Fu HF / Чжан Н (CHN) L (21–11, 18–21, 22–24)    | Завершив виступ    | Завершив виступ    | Завершив виступ |
| Лі Йон Де Ю Йон Сон   | парний розряд    | Lee S-m / Tsai C-h (TPE) W (18–21, 21–13, 21–18) | Іванов / Созонов (RUS) L (17–21, 21–19, 16–21) | Чау / Серасіньє (AUS) W (21–14, 21–16)         | 2 Q           | Н/Д                           | Гох В Ш / Тан В К (MAS) L (21–17, 18–21, 19–21) | Завершив виступ    | Завершив виступ    | Завершив виступ |

Жінки
| Спортсменка              | Дисципліна       | Груповий етап                                | Груповий етап                              | Груповий етап                                     | Груповий етап | Вибування                     | Чвертьфінал                                  | Півфінал                                 | Фінал / БМ                           | Фінал / БМ       |
| Спортсменка              | Дисципліна       | Суперниця Результат                          | Суперниця Результат                        | Суперниця Результат                               | Місце         | Суперниця Результат           | Суперниця Результат                          | Суперниця Результат                      | Суперниця Результат                  | Місце            |
| ------------------------ | ---------------- | -------------------------------------------- | ------------------------------------------ | ------------------------------------------------- | ------------- | ----------------------------- | -------------------------------------------- | ---------------------------------------- | ------------------------------------ | ---------------- |
| Бе Йон Джу               | одиночний розряд | Чиконьїні (ITA) W (21–11, 21–8)              | Байрак (TUR) W (21–11, 21–7)               | Н/Д                                               | 1 Q           | Окухара (JPN) L (6–21, 7–21)  | Завершила виступ                             | Завершила виступ                         | Завершила виступ                     | Завершила виступ |
| Сун Джи Хюн              | одиночний розряд | Лансак (FRA) W (21–13, 21–14)                | Сяоюй (SIN) W (21–17, 21–11)               | Н/Д                                               | 1 Q           | Зечірі (BUL) W (21–15, 21–12) | Марін (ESP) L (12–21, 16–21)                 | Завершила виступ                         | Завершила виступ                     | Завершила виступ |
| Чан Є На Лі Со Хі        | парний розряд    | Tang Yt / Yu Y (CHN) W (21–18, 14–21, 21–11) | Г Стоєва / С Стоєва (BUL) W (24–22, 21–15) | Голишевскі / Нельте (GER) W (21–18, 18–21, 21–17) | 1 Q           | Н/Д                           | Юль / Педерсен (DEN) L (26–28, 21–18, 15–21) | Завершила виступ                         | Завершила виступ                     | Завершила виступ |
| Чон Гьон Ин Сін Син Чхан | парний розряд    | Luo Y / Luo Y (CHN) W (21–10, 21–14)         | Юль / Педерсен (DEN) L (16–21, 18–21)      | Лі / Обанана (USA) W (21–14, 21–12)               | 1 Q           | Н/Д                           | Мускенс / Пік (NED) W (21–13, 20–22, 21–14)  | Місакі / Такахасі (JPN) L (16–21, 15–21) | Tang Yt / Yu Y (CHN) W (21–8, 21–17) | 3                |

Змішаний
| Спортсмен            | Дисципліна    | Груповий етап                       | Груповий етап                       | Груповий етап                         | Груповий етап | Чвертьфінал                          | Півфінал           | Фінал / БМ         | Фінал / БМ      |
| Спортсмен            | Дисципліна    | Суперник Результат                  | Суперник Результат                  | Суперник Результат                    | Місце         | Суперник Результат                   | Суперник Результат | Суперник Результат | Місце           |
| -------------------- | ------------- | ----------------------------------- | ----------------------------------- | ------------------------------------- | ------------- | ------------------------------------ | ------------------ | ------------------ | --------------- |
| Ко Сун Хюн Кім Ха На | парний розряд | Чу / Субанді (USA) W (21–10, 21–12) | Арендс / Пік (NED) W (21–10, 21–10) | Кадзуно / Аяне (JPN) W (25–23, 21–17) | 1 Q           | Сюй Ч / Ма Цз (CHN) L (17–21, 18–21) | Завершив виступ    | Завершив виступ    | Завершив виступ |

## Бокс
| Спортсмен    | Категорія           | 1/16 фіналу          | 1/8 фіналу           | Чвертьфінали       | Півфінали          | Фінал              | Фінал           |
| Спортсмен    | Категорія           | Суперник Результат   | Суперник Результат   | Суперник Результат | Суперник Результат | Суперник Результат | Місце           |
| ------------ | ------------------- | -------------------- | -------------------- | ------------------ | ------------------ | ------------------ | --------------- |
| Хам Сам Мьон | до 56 кг (чоловіки) | Родрігес (VEN) W 2–1 | Zhang Jw (CHN) L 0–3 | Завершив виступ    | Завершив виступ    | Завершив виступ    | Завершив виступ |

## Веслування на байдарках і каное

### Спринт
| Спортсмен              | Дисципліна            | Заїзди | Заїзди | Півфінали | Півфінали | Фінал  | Фінал |
| Спортсмен              | Дисципліна            | Час    | Місце  | Час       | Місце     | Час    | Місце |
| ---------------------- | --------------------- | ------ | ------ | --------- | --------- | ------ | ----- |
| Чо Гван Хі             | Б-1, 200 м (чоловіки) | 35.402 | 5 Q    | 35.869    | 8 FB      | 37.265 | 12    |
| Чо Гван Хі Чхве Мун Кю | Б-2, 200 м (чоловіки) | 33.825 | 6 Q    | 33.767    | 4 FB      | 33.812 | 9     |

Пояснення до кваліфікації: FA = Кваліфікувались до фіналу A (за медалі); FB = Кваліфікувались до фіналу B (не за медалі)

## Велоспорт

### Шосе
| Спортсмен    | Дисципліна                       | Час          | Місце        |
| ------------ | -------------------------------- | ------------ | ------------ |
| Кім Ок Чхоль | Групова шосейна гонка (чоловіки) | Не фінішував | Не фінішував |
| Со Чун Йон   | Групова шосейна гонка (чоловіки) | Не фінішував | Не фінішував |
| Na Ah-reum   | групова шосейна гонка (жінки)    | 3:58:03      | 30           |

### Трек
Спринт
| Спортсмен   | Дисципліна        | Кваліфікація           | Кваліфікація | Раунд 1                         | Втішний поєдинок 1              | Раунд 2                         | Втішний поєдинок 2              | Чвертьфінали                    | Півфінали                       | Фінал                           | Фінал           |
| Спортсмен   | Дисципліна        | Час Швидкість (км/год) | Місце        | Суперник Час Швидкість (км/год) | Суперник Час Швидкість (км/год) | Суперник Час Швидкість (км/год) | Суперник Час Швидкість (км/год) | Суперник Час Швидкість (км/год) | Суперник Час Швидкість (км/год) | Суперник Час Швидкість (км/год) | Місце           |
| ----------- | ----------------- | ---------------------- | ------------ | ------------------------------- | ------------------------------- | ------------------------------- | ------------------------------- | ------------------------------- | ------------------------------- | ------------------------------- | --------------- |
| Кан Тон Чін | спринт (чоловіки) | 10.092 71.343          | 20           | Завершив виступ                 | Завершив виступ                 | Завершив виступ                 | Завершив виступ                 | Завершив виступ                 | Завершив виступ                 | Завершив виступ                 | Завершив виступ |

Командний спринт
| Спортсмен                         | Дисципліна                  | Кваліфікація           | Кваліфікація | Півфінали                       | Півфінали       | Фінал                           | Фінал           |
| Спортсмен                         | Дисципліна                  | Час Швидкість (км/год) | Місце        | Суперник Час Швидкість (км/год) | Місце           | Суперник Час Швидкість (км/год) | Місце           |
| --------------------------------- | --------------------------- | ---------------------- | ------------ | ------------------------------- | --------------- | ------------------------------- | --------------- |
| Ім Чхе Пін Кан Тон Чін Сон Че Йон | командний спринт (чоловіки) | REL                    | 9            | Завершив виступ                 | Завершив виступ | Завершив виступ                 | Завершив виступ |

Кейрін
| Спортсмен   | Дисципліна        | Перший раунд | Втішний поєдинок | Другий раунд    | Final           |
| Спортсмен   | Дисципліна        | Місце        | Місце            | Місце           | Місце           |
| ----------- | ----------------- | ------------ | ---------------- | --------------- | --------------- |
| Ім Чхе Пін  | Кейрін (чоловіки) | 6 R          | 2                | Завершив виступ | Завершив виступ |
| Кан Тон Чін | Кейрін (чоловіки) | 3 R          | 3                | Завершив виступ | Завершив виступ |
| Лі Хе Джін  | кейрін (жінки)    | 2 Q          | Bye              | 4               | 8               |

Омніум
| Спортсмен   | Дисципліна        | Скретч | Скретч | Індивідуальна гонка переслідування | Індивідуальна гонка переслідування | Індивідуальна гонка переслідування | Гонка на вибування | Гонка на вибування | Гіт з місця на 1 км | Гіт з місця на 1 км | Гіт з місця на 1 км | Гіт з ходу на 250 м | Гіт з ходу на 250 м | Гіт з ходу на 250 м | Гонка за очками | Гонка за очками | Загалом очок | Місце |
| Спортсмен   | Дисципліна        | Місце  | Очки   | Час                                | Місце                              | Очки                               | Місце              | Очки               | Час                 | Місце               | Очки                | Час                 | Місце               | Очки                | Очки            | Місце           | Загалом очок | Місце |
| ----------- | ----------------- | ------ | ------ | ---------------------------------- | ---------------------------------- | ---------------------------------- | ------------------ | ------------------ | ------------------- | ------------------- | ------------------- | ------------------- | ------------------- | ------------------- | --------------- | --------------- | ------------ | ----- |
| Пак Сан Хун | омніум (чоловіки) | 9      | 24     | 4:29.079                           | 12                                 | 18                                 | 14                 | 14                 | 1:04.231            | 12                  | 18                  | 13.489              | 14                  | 14                  | DNF             | 16              | 88           | DNF   |

## Стрибки у воду
| Спортсмен | Дисципліна                   | Попередні змагання | Попередні змагання | Півфінали       | Півфінали       | Фінал           | Фінал           |
| Спортсмен | Дисципліна                   | Очки               | Місце              | Очки            | Місце           | Очки            | Місце           |
| --------- | ---------------------------- | ------------------ | ------------------ | --------------- | --------------- | --------------- | --------------- |
| У Ха Рам  | трамплін, 3 метри (чоловіки) | 364.10             | 24                 | Завершив виступ | Завершив виступ | Завершив виступ | Завершив виступ |
| У Ха Рам  | вишка, 10 метрів (чоловіки)  | 438.45             | 11 Q               | 453.85          | 12 Q            | 414.55          | 11              |

## Кінний спорт

### Виїздка
| Спортсмен   | Кінь     | Дисципліна    | Grand Prix | Grand Prix | Grand Prix Special | Grand Prix Special | Grand Prix Freestyle | Grand Prix Freestyle | Загалом         | Загалом         |
| Спортсмен   | Кінь     | Дисципліна    | Результат  | Місце      | Результат          | Місце              | За техніку           | За артистизм         | Результат       | Місце           |
| ----------- | -------- | ------------- | ---------- | ---------- | ------------------ | ------------------ | -------------------- | -------------------- | --------------- | --------------- |
| Кім Тон Сон | Bukowski | Індивідуальні | 68.657     | 43         | Завершив виступ    | Завершив виступ    | Завершив виступ      | Завершив виступ      | Завершив виступ | Завершив виступ |

## Фехтування
Чоловіки
| Спортсмен                                          | Дисципліна           | 1/32 фіналу            | 1/16 фіналу              | 1/8 фіналу            | Чвертьфінал            | Півфінал                                         | Фінал / БМ                                     | Фінал / БМ      |
| Спортсмен                                          | Дисципліна           | Суперник Результат     | Суперник Результат       | Суперник Результат    | Суперник Результат     | Суперник Результат                               | Суперник Результат                             | Місце           |
| -------------------------------------------------- | -------------------- | ---------------------- | ------------------------ | --------------------- | ---------------------- | ------------------------------------------------ | ---------------------------------------------- | --------------- |
| Чон Джін Сон                                       | Індивідуальна шпага  | Фернандес (VEN) W 15–8 | Гароццо (ITA) L 11–15    | Завершив виступ       | Завершив виступ        | Завершив виступ                                  | Завершив виступ                                | Завершив виступ |
| Пак Ген Ду                                         | Індивідуальна шпага  | Bye                    | Новосьолов (EST) L 10–12 | Завершив виступ       | Завершив виступ        | Завершив виступ                                  | Завершив виступ                                | Завершив виступ |
| Пак Сан Йон                                        | Індивідуальна шпага  | Bye                    | Сухов (RUS) W 15–11      | Гароццо (ITA) W 15–12 | Хайнцер (SUI) W 15–4   | Штеффен (SUI) W 15–9                             | Імре (HUN) W 15–14                             | 1               |
| Чон Джін Сон Jung Seung-hwa Пак Ген Ду Пак Сан Йон | Командна шпага       | Н/Д                    | Н/Д                      | Н/Д                   | Угорщина (HUN) L 42–45 | Класифікаційний півфінал Венесуела (VEN) W 45–40 | поєдинок за 5-те місце Швейцарія (SUI) W 45–36 | 5               |
| Хо Джун                                            | Індивідуальна рапіра | Bye                    | Cheung K L (HKG) L 8–15  | Завершив виступ       | Завершив виступ        | Завершив виступ                                  | Завершив виступ                                | Завершив виступ |
| Ку Бон Гіль                                        | Шабля                | Н/Д                    | Amar (EGY) W 15–9        | Абедіні (IRI) L 12–15 | Завершив виступ        | Завершив виступ                                  | Завершив виступ                                | Завершив виступ |
| Kim Jung-hwan                                      | Шабля                | Н/Д                    | Іріарте (CUB) W 15–7     | Базадзе (GEO) W 15–14 | Ковальов (RUS) W 15–10 | Сіладьї (HUN) L 12–15                            | Абедіні (IRI) W 15–12                          | 3               |

Жінки
| Спортсменка                                   | Дисципліна           | 1/32 фіналу         | 1/16 фіналу               | 1/8 фіналу            | Чвертьфінал           | Півфінал                                       | Фінал / БМ                                  | Фінал / БМ       |
| Спортсменка                                   | Дисципліна           | Суперниця Результат | Суперниця Результат       | Суперниця Результат   | Суперниця Результат   | Суперниця Результат                            | Суперниця Результат                         | Місце            |
| --------------------------------------------- | -------------------- | ------------------- | ------------------------- | --------------------- | --------------------- | ---------------------------------------------- | ------------------------------------------- | ---------------- |
| Чхве Ін Джон                                  | Індивідуальна шпага  | Bye                 | Колобова (RUS) W 15–12    | Brânză (ROU) W 15–8   | Ф'ямінго (ITA) L 8–15 | Завершила виступ                               | Завершила виступ                            | Завершила виступ |
| Кан Йон Мі                                    | Індивідуальна шпага  | Bye                 | Sun Yj (CHN) W 15–10      | Сас (HUN) L 11–15     | Завершила виступ      | Завершила виступ                               | Завершила виступ                            | Завершила виступ |
| Сін А Рам                                     | Індивідуальна шпага  | Bye                 | Кривицька (UKR) L 14–15   | Завершила виступ      | Завершила виступ      | Завершила виступ                               | Завершила виступ                            | Завершила виступ |
| Чхве Ин Сук Чхве Ін Джон Кан Йон Мі Сін А Рам | Командна шпага       | Н/Д                 | Н/Д                       | Н/Д                   | Естонія (EST) L 26–27 | Класифікаційний півфінал Україна (UKR) W 45–34 | поєдинок за 5-те місце США (USA) L 15–22    | 6                |
| Чон Хий Сук                                   | Індивідуальна рапіра | Bye                 | Хіменес (VEN) W 10–8      | Шанаєва (RUS) L 11–15 | Завершила виступ      | Завершила виступ                               | Завершила виступ                            | Завершила виступ |
| Нам Хьон Хий                                  | Індивідуальна рапіра | Bye                 | Нісіока (JPN) L 12–15     | Завершила виступ      | Завершила виступ      | Завершила виступ                               | Завершила виступ                            | Завершила виступ |
| Хвань Сон А                                   | Шабля                | Bye                 | Брюне (FRA) L 11–15       | Завершила виступ      | Завершила виступ      | Завершила виступ                               | Завершила виступ                            | Завершила виступ |
| Кім Джі Йон                                   | Шабля                | Bye                 | Nguyễn T L D (VIE) W 15–3 | Гулотта (ITA) L 13–15 | Завершила виступ      | Завершила виступ                               | Завершила виступ                            | Завершила виступ |
| Со Чі Йон                                     | Шабля                | Bye                 | Дяченко (RUS) L 12–15     | Завершила виступ      | Завершила виступ      | Завершила виступ                               | Завершила виступ                            | Завершила виступ |
| Хвань Сон А Кім Джі Йон Со Чі Йон Yoon Ji-su  | Команда sabre        | Н/Д                 | Н/Д                       | Н/Д                   | Україна (UKR) L 40-45 | Класифікаційний півфінал Франція (FRA) W 45-40 | поєдинок за 5-те місце Польща (POL) W 45–41 | 5                |

## Хокей на траві
Підсумок

Легенда:
- FT – Після основного часу.
- P – Долю матчу вирішило пробиття пенальті.

| Команда                       | Дисципліна     | Груповий етап       | Груповий етап      | Груповий етап      | Груповий етап      | Груповий етап      | Груповий етап | Чвертьфінал        | Півфінал           | Фінал / БМ         | Фінал / БМ |
| Команда                       | Дисципліна     | Суперник Результат  | Суперник Результат | Суперник Результат | Суперник Результат | Суперник Результат | Місце         | Суперник Результат | Суперник Результат | Суперник Результат | Місце      |
| ----------------------------- | -------------- | ------------------- | ------------------ | ------------------ | ------------------ | ------------------ | ------------- | ------------------ | ------------------ | ------------------ | ---------- |
| Жіноча збірна Південної Кореї | жіночий турнір | Нова Зеландія L 1–4 | Нідерланди L 0–4   | Німеччина L 0–2    | КНР D 0–0          | Іспанія L 2–3      | 6             | Завершила виступ   | Завершила виступ   | Завершила виступ   | 11         |

### Жіночий турнір
Склад команди
Шаблон:Склад жіночої збірної Південної Кореї з хокею на траві на літніх Олімпійських іграх 2016
Груповий етап
Шаблон:Підсумкова таблиця в групі A жіночого турніру з хокею на траві на літніх Олімпійських іграх 2016
Шаблон:Жіночий турнір з хокею на траві на літніх Олімпійських іграх 2016, гра A1
Шаблон:Жіночий турнір з хокею на траві на літніх Олімпійських іграх 2016, гра A5
Шаблон:Жіночий турнір з хокею на траві на літніх Олімпійських іграх 2016, гра A8
Шаблон:Жіночий турнір з хокею на траві на літніх Олімпійських іграх 2016, гра A11
Шаблон:Жіночий турнір з хокею на траві на літніх Олімпійських іграх 2016, гра A14

## Футбол

### Чоловічий турнір
Склад команди
Шаблон:Склад чоловічої збірної Південної Кореї з футболу на літніх Олімпійських іграх 2016
Груповий етап
Футбол на літніх Олімпійських іграх 2016 — чоловічий турнір – Група C
Шаблон:Чоловічий турнір з футболу на літніх Олімпійських іграх 2016, гра C1
Шаблон:Чоловічий турнір з футболу на літніх Олімпійських іграх 2016, гра C4
Шаблон:Чоловічий турнір з футболу на літніх Олімпійських іграх 2016, гра C6
Чвертьфінал
Шаблон:Чоловічий турнір з футболу на літніх Олімпійських іграх 2016, гра E3

## Гольф
| Спортсмен    | Дисципліна | Раунд 1   | Раунд 2   | Раунд 3   | Раунд 4   | Загалом   | Загалом | Загалом |
| Спортсмен    | Дисципліна | Результат | Результат | Результат | Результат | Результат | Пар     | Місце   |
| ------------ | ---------- | --------- | --------- | --------- | --------- | --------- | ------- | ------- |
| Ан Бьон Хун  | чоловіки   | 68        | 72        | 70        | 68        | 278       | −6      | =11     |
| Ван Джон Хун | чоловіки   | 70        | 72        | 77        | 67        | 286       | +2      | =43     |
| Чон Ін Чі    | жінки      | 70        | 66        | 72        | 71        | 279       | −5      | =13     |
| Кім Сей Йон  | жінки      | 66        | 73        | 73        | 71        | 283       | −1      | =25     |
| Пак Ін Бі    | жінки      | 66        | 66        | 70        | 66        | 268       | −16     | 1       |
| Емі Ян       | жінки      | 73        | 65        | 70        | 67        | 275       | −9      | =4      |

## Гімнастика

### Спортивна гімнастика
Чоловіки
Командна першість
| Спортсмен    | Дисципліна | Кваліфікація | Кваліфікація | Кваліфікація | Кваліфікація | Кваліфікація | Кваліфікація | Кваліфікація | Кваліфікація | Фінал  | Фінал  | Фінал  | Фінал  | Фінал           | Фінал           | Фінал           | Фінал           |                 |                 |                 |                 |
| Спортсмен    | Дисципліна | Вправа       | Вправа       | Вправа       | Вправа       | Вправа       | Вправа       | Загалом      | Місце        | Вправа | Вправа | Вправа | Вправа | Вправа          | Вправа          | Загалом         | Місце           |                 |                 |                 |                 |
| ------------ | ---------- | ------------ | ------------ | ------------ | ------------ | ------------ | ------------ | ------------ | ------------ | ------ | ------ | ------ | ------ | --------------- | --------------- | --------------- | --------------- | --------------- | --------------- | --------------- | --------------- |
| Спортсмен    | Дисципліна | Кім Хан Сол  | Команда      | 14.266       | 12.900       | Н/Д          | 12.633       | Загалом      | Місце        | Н/Д    | 11.666 | Н/Д    | Н/Д    | Завершив виступ | Завершив виступ | Завершив виступ | Завершив виступ | Завершив виступ | Завершив виступ | Завершив виступ | Завершив виступ |
| Лі Сан Вук   | 14.333     | 14.033       | Команда      | 13.500       | Н/Д          | 14.633       | 14.066       | Н/Д          | Н/Д          |        |        |        |        | Завершив виступ | Завершив виступ | Завершив виступ | Завершив виступ | Завершив виступ | Завершив виступ | Завершив виступ | Завершив виступ |
| Пак Мін-Со   | 13.400     | 13.600       | Команда      | 14.400       | 14.033       | 15.033       | 14.800       | 85.266       | 27           |        |        |        |        | Завершив виступ | Завершив виступ | Завершив виступ | Завершив виступ | Завершив виступ | Завершив виступ | Завершив виступ | Завершив виступ |
| Сін Тон Хьон | 13.966     | 13.775       | Команда      | Н/Д          | 15.100       | 13.800       | Н/Д          | Н/Д          | Н/Д          |        |        |        |        | Завершив виступ | Завершив виступ | Завершив виступ | Завершив виступ | Завершив виступ | Завершив виступ | Завершив виступ | Завершив виступ |
| Ю Вон Чхоль  | Н/Д        | Н/Д          | Команда      | 14.733       | 14.333       | 14.441       | 14.600       | Н/Д          | Н/Д          |        |        |        |        | Завершив виступ | Завершив виступ | Завершив виступ | Завершив виступ | Завершив виступ | Завершив виступ | Завершив виступ | Завершив виступ |
| Загалом      | 42.565     | 41.408       | Команда      | 42.633       | 43.466       | 44.107       | 43.466       | 247.645      | 11           |        |        |        |        | Завершив виступ | Завершив виступ | Завершив виступ | Завершив виступ | Завершив виступ | Завершив виступ | Завершив виступ | Завершив виступ |

Жінки
| Спортсменка | Дисципліна | Кваліфікація | Кваліфікація       | Кваліфікація | Кваліфікація | Кваліфікація | Кваліфікація | Фінал  | Фінал  | Фінал  | Фінал  | Фінал   | Фінал |                  |                  |                  |                  |                  |                  |
| Спортсменка | Дисципліна | Вправа       | Вправа             | Вправа       | Вправа       | Загалом      | Місце        | Вправа | Вправа | Вправа | Вправа | Загалом | Місце |                  |                  |                  |                  |                  |                  |
| ----------- | ---------- | ------------ | ------------------ | ------------ | ------------ | ------------ | ------------ | ------ | ------ | ------ | ------ | ------- | ----- | ---------------- | ---------------- | ---------------- | ---------------- | ---------------- | ---------------- |
| Спортсменка | Дисципліна | Лі Юн Чу     | Абсолютна першість | 12.800       | 13.500       | Загалом      | Місце        | 12.533 | 12.566 | 51.399 | 53     | Загалом | Місце | Завершила виступ | Завершила виступ | Завершила виступ | Завершила виступ | Завершила виступ | Завершила виступ |

### Художня гімнастика
| Спортсменка | Дисципліна                  | Кваліфікація | Кваліфікація | Кваліфікація | Кваліфікація | Кваліфікація | Кваліфікація | Фінал  | Фінал  | Фінал  | Фінал   | Фінал   | Фінал |
| Спортсменка | Дисципліна                  | Обруч        | М'яч         | Булави       | Стрічка      | Загалом      | Місце        | Обруч  | М'яч   | Булави | Стрічка | Загалом | Місце |
| ----------- | --------------------------- | ------------ | ------------ | ------------ | ------------ | ------------ | ------------ | ------ | ------ | ------ | ------- | ------- | ----- |
| Сон Йон Че  | Індивідуальне багатоборство | 17.466       | 18.266       | 18.358       | 17.866       | 71.95        | 5 Q          | 18.216 | 18.266 | 18.300 | 18.116  | 72.898  | 4     |

## Гандбол
Підсумок

Легенда:
- ET – Після додаткового часу
- P – долю матчу вирішила серія післяматчевих пенальті.

| Команда                       | Дисципліна     | Груповий етап      | Груповий етап      | Груповий етап      | Груповий етап      | Груповий етап      | Груповий етап | Чвертьфінал        | Півфінал           | Фінал / БМ         | Фінал / БМ |
| Команда                       | Дисципліна     | Суперник Результат | Суперник Результат | Суперник Результат | Суперник Результат | Суперник Результат | Місце         | Суперник Результат | Суперник Результат | Суперник Результат | Місце      |
| ----------------------------- | -------------- | ------------------ | ------------------ | ------------------ | ------------------ | ------------------ | ------------- | ------------------ | ------------------ | ------------------ | ---------- |
| Жіноча збірна Південної кореї | жіночий турнір | Росія L 25–30      | Швеція L 28–31     | Нідерланди D 32–32 | Франція L 17–21    | Аргентина W 28–22  | 5             | Завершила виступ   | Завершила виступ   | Завершила виступ   | 10         |

### Жіночий турнір
Склад команди
Шаблон:Склад жіночої збірної Південної Кореї з гандболу на літніх Олімпійських іграх 2016
Груповий етап
Шаблон:Підсумкова таблиця в групі B жіночого турніру з гандболу на літніх Олімпійських іграх 2016
Шаблон:Жіночий турнір з гандболу на літніх Олімпійських іграх 2016, гра B2
Шаблон:Жіночий турнір з гандболу на літніх Олімпійських іграх 2016, гра B4
Шаблон:Жіночий турнір з гандболу на літніх Олімпійських іграх 2016, гра B8
Шаблон:Жіночий турнір з гандболу на літніх Олімпійських іграх 2016, гра B12
Шаблон:Жіночий турнір з гандболу на літніх Олімпійських іграх 2016, гра B15

## Дзюдо
Чоловіки
| Спортсмен    | Категорія    | 1/32 фіналу        | 1/16 фіналу               | 1/8 фіналу                  | Чвертьфінали             | Півфінали                    | Втішний поєдинок       | Фінал / БМ             | Фінал / БМ      |
| Спортсмен    | Категорія    | Суперник Результат | Суперник Результат        | Суперник Результат          | Суперник Результат       | Суперник Результат           | Суперник Результат     | Суперник Результат     | Місце           |
| ------------ | ------------ | ------------------ | ------------------------- | --------------------------- | ------------------------ | ---------------------------- | ---------------------- | ---------------------- | --------------- |
| Кім Вон Чін  | до 60 кг     | Bye                | Манці (ITA) W 001–000     | Ценд-Очір (MGL) W 010–001   | Мудранов (RUS) L 000–100 | Завершив виступ              | Такато (JPN) L 000–001 | Завершив виступ        | 7               |
| Ан Ба Ул     | до 66 кг     | Bye                | Смагулов (KAZ) W 110–000  | Le Blouch (FRA) W 110–000   | Собіров (UZB) W 010–000  | Ебінума (JPN) W 001–000      | Bye                    | Базіле (ITA) L 000–100 | 2               |
| Ан Чангрім   | до 73 кг     | Bye                | Касем (SYR) W 110–000     | van Tichelt (BEL) L 000–010 | Завершив виступ          | Завершив виступ              | Завершив виступ        | Завершив виступ        | Завершив виступ |
| Лі Син Су    | до 81 кг     | Bye                | Каглен (AUS) W 100–000    | Іванов (BUL) L 000–010      | Завершив виступ          | Завершив виступ              | Завершив виступ        | Завершив виступ        | Завершив виступ |
| Квак Дон Хан | до 90 кг     | Bye                | Брісеньо (CHI) W 100–000  | Місенга (ROT) W 100–000     | Мехдієв (AZE) W 100–000  | Ліпартеліані (GEO) L 000–100 | Bye                    | Нюман (SWE) W 100–000  | 3               |
| Чхо Гу Хам   | до 100 кг    | Bye                | M Pacek (SWE) W 000–000 S | Блошенко (UKR) L 000–100    | Завершив виступ          | Завершив виступ              | Завершив виступ        | Завершив виступ        | Завершив виступ |
| Кім Сон Мін  | понад 100 кг | Н/Д                | Фігероа (ECU) W 102–000   | Меєр (NED) L 000–101        | Завершив виступ          | Завершив виступ              | Завершив виступ        | Завершив виступ        | Завершив виступ |

Жінки
| Спортсменка  | Категорія   | 1/16 фіналу               | 1/8 фіналу               | Чвертьфінали              | Півфінали              | Втішний поєдинок           | Фінал / БМ             | Фінал / БМ       |                  |
| Спортсменка  | Категорія   | Суперниця Результат       | Суперниця Результат      | Суперниця Результат       | Суперниця Результат    | Суперниця Результат        | Суперниця Результат    | Місце            |                  |
| ------------ | ----------- | ------------------------- | ------------------------ | ------------------------- | ---------------------- | -------------------------- | ---------------------- | ---------------- | ---------------- |
| Чон Бо Кьон  | до 48 кг    | Bye                       | Vãn N T (VIE) W 010–000  | Уранцецег (MGL) W 100–000 | Местре (CUB) W 100–000 | Bye                        | Парето (ARG) L 000–010 | 2                |                  |
| Кім Джан Ді  | до 57 кг    | Bye                       | R Silva (BRA) L 000–010  | Завершила виступ          | Завершила виступ       | Завершила виступ           | Завершила виступ       | Завершила виступ |                  |
| Пак Джі Юн   | до 63 кг    | Шлезінгер (GBR) L 000–100 | Завершила виступ         | Завершила виступ          | Завершила виступ       | Завершила виступ           | Завершила виступ       | Завершила виступ |                  |
| Кім Сон Йон  | до 70 кг    | Bye                       | Болдер (ISR) L 000–010   | Завершила виступ          | Завершила виступ       | Завершила виступ           | Завершила виступ       | Завершила виступ | Завершила виступ |
| Кім Мін Джун | понад 78 кг | Bye                       | Altheman (BRA) W 001–000 | Ортіс (CUB) L 000–101     | Завершила виступ       | Савелкоулс (NED) W 102-000 | Yu S (CHN) L 000–100   | 5                |                  |

## Сучасне п'ятиборство
| Спортсмен    | Дисципліна | Фехтування (шпага, один дотик) | Фехтування (шпага, один дотик) | Фехтування (шпага, один дотик) | Фехтування (шпага, один дотик) | Плавання (200 м вільним стилем) | Плавання (200 м вільним стилем) | Плавання (200 м вільним стилем) | Верхова їзда (конкур) | Верхова їзда (конкур) | Верхова їзда (конкур) | Комбіновано: стрільба/біг (10 м, пневматичний пістолет)/(3200 м) | Комбіновано: стрільба/біг (10 м, пневматичний пістолет)/(3200 м) | Комбіновано: стрільба/біг (10 м, пневматичний пістолет)/(3200 м) | Загалом очок | Підсумкове місце |
| Спортсмен    | Дисципліна | RR                             | BR                             | Місце                          | Очки                           | Час                             | Місце                           | Очки                            | Штрафні очки          | Місце                 | Очки                  | Час                                                              | Місце                                                            | MP Points                                                        | Загалом очок | Підсумкове місце |
| ------------ | ---------- | ------------------------------ | ------------------------------ | ------------------------------ | ------------------------------ | ------------------------------- | ------------------------------- | ------------------------------- | --------------------- | --------------------- | --------------------- | ---------------------------------------------------------------- | ---------------------------------------------------------------- | ---------------------------------------------------------------- | ------------ | ---------------- |
| Цзюн Вун-тае | чоловіки   | 13–22                          | 0                              | 32                             | 178                            | 2:00.88                         | 8                               | 338                             | 28                    | 25                    | 272                   | 11:02.50                                                         | 1                                                                | 638                                                              | 1426         | 19               |
| Чон Чін Хва  | чоловіки   | 17–18                          | 1                              | 23                             | 203                            | 2:00.82                         | 6                               | 338                             | 17                    | 17                    | 283                   | 11:21.80                                                         | 12                                                               | 619                                                              | 1443         | 13               |
| Кім Сун У    | жінки      | 16–19                          | 1                              | 22                             | 197                            | 2:16.06                         | 14                              | 292                             | 0                     | 2                     | 300                   | 13:04.28                                                         | 20                                                               | 516                                                              | 1305         | 14               |

## Академічне веслування
| Спортсмен   | Дисципліна          | Заїзди  | Заїзди | Втішний заплив | Втішний заплив | Чвертьфінали | Чвертьфінали | Півфінали | Півфінали | Фінал   | Фінал |
| Спортсмен   | Дисципліна          | Час     | Місце  | Час            | Місце          | Час          | Місце        | Час       | Місце     | Час     | Місце |
| ----------- | ------------------- | ------- | ------ | -------------- | -------------- | ------------ | ------------ | --------- | --------- | ------- | ----- |
| Кім Тон Йон | одиночки (чоловіки) | 7:20.85 | 4 R    | 7:12.96        | 1 QF           | 7:05.69      | 5 SC/D       | 7:20.10   | 3 FC      | 6:59.72 | 17    |
| Кім Є-Джі   | одиночки (жінки)    | 8:24.79 | 4 R    | 7:59.59        | 1 QF           | 7:51.80      | 5 SC/D       | 8:12.58   | 3 FC      | 7:52.68 | 18    |

Пояснення до кваліфікації: FA=Фінал A (за медалі); FB=Фінал B (не за медалі); FC=Фінал C (не за медалі); FD=Фінал D (не за медалі); FE=Фінал E (не за медалі); FF=Фінал F (не за медалі); SA/B=Півфінали A/B; SC/D=Півфінали C/D; SE/F=Півфінали E/F; QF=Чвертьфінали; R=Потрапив у втішний заплив

## Вітрильний спорт
| Спортсмен             | Дисципліна       | Заплив | Заплив | Заплив | Заплив | Заплив | Заплив | Заплив | Заплив | Заплив | Заплив | Заплив | Заплив | Заплив | Очки | Підсумкове місце |
| Спортсмен             | Дисципліна       | 1      | 2      | 3      | 4      | 5      | 6      | 7      | 8      | 9      | 10     | 11     | 12     | M*     | Очки | Підсумкове місце |
| --------------------- | ---------------- | ------ | ------ | ------ | ------ | ------ | ------ | ------ | ------ | ------ | ------ | ------ | ------ | ------ | ---- | ---------------- |
| Тхе-Хун Лі            | RS:X (чоловіки)  | 14     | 20     | 3      | 9      | 18     | 7      | 33     | 17     | 27     | 14     | 22     | 14     | EL     | 165  | 18               |
| Ха Чі Мін             | Чоловіки's Laser | 26     | 6      | 38     | 3      | 12     | 9      | 10     | 21     | 8      | 14     | Н/Д    | Н/Д    | EL     | 109  | 13               |
| Кім Чанг Ю Кім Чі Хун | Чоловіки's 470   | 5      | 25     | 5      | 8      | 20     | 13     | 21     | 23     | 24     | 20     | Н/Д    | Н/Д    | EL     | 146  | 19               |

M = Медальний заплив; EL = Вибув – не потрапив до медального запливу

## Стрільба
Чоловіки
| Спортсмен      | Дисципліна                       | Кваліфікація | Кваліфікація | Фінал           | Фінал           |
| Спортсмен      | Дисципліна                       | Очки         | Місце        | Очки            | Місце           |
| -------------- | -------------------------------- | ------------ | ------------ | --------------- | --------------- |
| Хан Син У      | Пістолет, 50 м                   | 562          | 3 Q          | 151.0           | 4               |
| Чін Чон О      | Пневматичний пістолет, 10 м      | 584          | 2 Q          | 139.8           | 5               |
| Чін Чон О      | Пістолет, 50 м                   | 567          | 1 Q          | 193.7 OR        | 1               |
| Чон Чі Кин     | Пневматична гвинтівка, 10 м      | 616.7        | 43           | Завершив виступ | Завершив виступ |
| Кан Мін Су     | швидкісний пістолет, 25 м        | 564          | 21           | Завершив виступ | Завершив виступ |
| Кім Хьон Джун  | Пневматична гвинтівка, 10 м      | 624.4        | 11           | Завершив виступ | Завершив виступ |
| Кім Хьон Джун  | Гвинтівка з трьох положень, 50 м | 1165         | 32           | Завершив виступ | Завершив виступ |
| Кім Чон Хьон   | Гвинтівка лежачи, 50 м           | 628.1        | 3 Q          | 208.2           | 2               |
| Кім Чон Хьон   | Гвинтівка з трьох положень, 50 м | 1170         | 16           | Завершив виступ | Завершив виступ |
| Кім Чон Хон    | швидкісний пістолет, 25 м        | 581          | 8            | Завершив виступ | Завершив виступ |
| Квон Чун Чхоль | Гвинтівка лежачи, 50 м           | 623.2        | 11           | Завершив виступ | Завершив виступ |
| Лі Те Мьон     | Пневматичний пістолет, 10 м      | 577          | 19           | Завершив виступ | Завершив виступ |

Жінки
| Спортсменка | Дисципліна                       | Кваліфікація | Кваліфікація | Півфінал         | Півфінал         | Фінал            | Фінал            |
| Спортсменка | Дисципліна                       | Очки         | Місце        | Очки             | Місце            | Очки             | Місце            |
| ----------- | -------------------------------- | ------------ | ------------ | ---------------- | ---------------- | ---------------- | ---------------- |
| Хван Сон Ин | пістолет, 25 м                   | 577          | 18           | Завершила виступ | Завершила виступ | Завершила виступ | Завершила виступ |
| Чан Ким Йон | Гвинтівка з трьох положень, 50 м | 568          | 35           | Н/Д              | Н/Д              | Завершила виступ | Завершила виступ |
| Кім Ин Хє   | Пневматична гвинтівка, 10 м      | 410.8        | 36           | Н/Д              | Н/Д              | Завершила виступ | Завершила виступ |
| Кім Джан Мі | пістолет, 25 м                   | 582          | 9            | Завершила виступ | Завершила виступ | Завершила виступ | Завершила виступ |
| Кі Мін Чон  | Пневматичний пістолет, 10 м      | 380          | 18           | Н/Д              | Н/Д              | Завершила виступ | Завершила виступ |
| Квак Чон Хе | Пневматичний пістолет, 10 м      | 380          | 15           | Н/Д              | Н/Д              | Завершила виступ | Завершила виступ |
| Лі Ки Рім   | Гвинтівка з трьох положень, 50 м | 570          | 32           | Н/Д              | Н/Д              | Завершила виступ | Завершила виступ |
| Пак Хе Мі   | Пневматична гвинтівка, 10 м      | 414.4        | 19           | Н/Д              | Н/Д              | Завершила виступ | Завершила виступ |

Пояснення до кваліфікації: Q = Пройшов у наступне коло; q = Кваліфікувався щоб змагатись у поєдинку за бронзову медаль

## Плавання
Чоловіки
| Спортсмен    | Дисципліна            | Попередній заплив | Попередній заплив | Півфінал        | Півфінал        | Фінал           | Фінал           |
| Спортсмен    | Дисципліна            | Час               | Місце             | Час             | Місце           | Час             | Місце           |
| ------------ | --------------------- | ----------------- | ----------------- | --------------- | --------------- | --------------- | --------------- |
| Чой Кю Вун   | 200 м брасом          | 2:13.36           | 24                | Завершив виступ | Завершив виступ | Завершив виступ | Завершив виступ |
| Пак Тхе Хван | 100 м вільним стилем  | 49.24             | 32                | Завершив виступ | Завершив виступ | Завершив виступ | Завершив виступ |
| Пак Тхе Хван | 200 м вільним стилем  | 1:48.06           | 29                | Завершив виступ | Завершив виступ | Завершив виступ | Завершив виступ |
| Пак Тхе Хван | 400 м вільним стилем  | 3:45.63           | 10                | Н/Д             | Н/Д             | Завершив виступ | Завершив виступ |
| Пак Тхе Хван | 1500 м вільним стилем | DNS               | DNS               | Н/Д             | Н/Д             | Завершив виступ | Завершив виступ |
| Вон Ян Цзюн  | 100 м на спині        | 55.05             | 30                | Завершив виступ | Завершив виступ | Завершив виступ | Завершив виступ |

Жінки
| Спортсменка | Дисципліна       | Попередній заплив | Попередній заплив | Півфінал         | Півфінал         | Фінал            | Фінал            |
| Спортсменка | Дисципліна       | Час               | Місце             | Час              | Місце            | Час              | Місце            |
| ----------- | ---------------- | ----------------- | ----------------- | ---------------- | ---------------- | ---------------- | ---------------- |
| Ан Се Хьон  | 100 м батерфляєм | 57.80             | 10 Q              | 57.95            | 9                | Завершила виступ | Завершила виступ |
| Ан Се Хьон  | 200 м батерфляєм | 2:08.42           | 13 Q              | 2:08.69          | 13               | Завершила виступ | Завершила виступ |
| Пек Су Йон  | 200 м брасом     | 2:32.79           | 29                | Завершила виступ | Завершила виступ | Завершила виступ | Завершила виступ |
| Кім Со Йон  | 200 м комплексом | 2:11.75           | 10 Q              | 2:12.15          | =12              | Завершила виступ | Завершила виступ |
| Нам Ю Сун   | 200 м комплексом | 2:16.11           | 32                | Завершила виступ | Завершила виступ | Завершила виступ | Завершила виступ |
| Пак Чін Йон | 200 м батерфляєм | 2:09.99           | 21                | Завершила виступ | Завершила виступ | Завершила виступ | Завершила виступ |

## Настільний теніс
Чоловіки
| Спортсмен                             | Дисципліна       | Попередній раунд   | Раунд 1            | Раунд 2            | Раунд 3               | 1/8 фіналу           | Чвертьфінали       | Півфінали          | Фінал / БМ            | Фінал / БМ      |
| Спортсмен                             | Дисципліна       | Суперник Результат | Суперник Результат | Суперник Результат | Суперник Результат    | Суперник Результат   | Суперник Результат | Суперник Результат | Суперник Результат    | Місце           |
| ------------------------------------- | ---------------- | ------------------ | ------------------ | ------------------ | --------------------- | -------------------- | ------------------ | ------------------ | --------------------- | --------------- |
| Jung Young-sik                        | Одиночний розряд | Bye                | Bye                | Bye                | Pitchford (GBR) W 4–1 | Ма Л (CHN) L 2–4     | Завершив виступ    | Завершив виступ    | Завершив виступ       | Завершив виступ |
| Lee Sang-su                           | Одиночний розряд | Bye                | Bye                | Bye                | Crișan (ROU) L 3–4    | Завершив виступ      | Завершив виступ    | Завершив виступ    | Завершив виступ       | Завершив виступ |
| Чу Се Хьок Jung Young-sik Lee Sang-su | Команда          | Н/Д                | Н/Д                | Н/Д                | Н/Д                   | Бразилія (BRA) W 3–0 | Швеція (SWE) W 3–1 | Китай (CHN) L 0–3  | Німеччина (GER) L 1–3 | 4               |

Жінки
| Спортсменка                         | Дисципліна       | Раунд 1             | Раунд 2             | Раунд 3             | Раунд 4             | 1/8 фіналу            | Чвертьфінали         | Півфінали           | Фінал / БМ          | Фінал / БМ       |
| Спортсменка                         | Дисципліна       | Суперниця Результат | Суперниця Результат | Суперниця Результат | Суперниця Результат | Суперниця Результат   | Суперниця Результат  | Суперниця Результат | Суперниця Результат | Місце            |
| ----------------------------------- | ---------------- | ------------------- | ------------------- | ------------------- | ------------------- | --------------------- | -------------------- | ------------------- | ------------------- | ---------------- |
| Jeon Ji-hee                         | одиночний розряд | Bye                 | Bye                 | Bye                 | Ekholm (SWE) W 4–1  | Yu My (SIN) L 1–4     | Завершила виступ     | Завершила виступ    | Завершила виступ    | Завершила виступ |
| Seo Hyo-won                         | одиночний розряд | Bye                 | Bye                 | Bye                 | Zhang (USA) W 4–1   | Cheng I-c (TPE) L 3–4 | Завершила виступ     | Завершила виступ    | Завершила виступ    | Завершила виступ |
| Jeon Ji-hee Seo Hyo-won Yang Ha-eun | Команда          | Н/Д                 | Н/Д                 | Н/Д                 | Н/Д                 | Румунія (ROU) W 3–2   | Сінгапур (SIN) L 2–3 | Завершила виступ    | Завершила виступ    | Завершила виступ |

## Тхеквондо
| Спортсмен   | Категорія              | 1/8 фіналу            | Чвертьфінали                | Півфінали             | Втішний поєдинок    | Фінал / БМ             | Фінал / БМ |
| Спортсмен   | Категорія              | Суперник Результат    | Суперник Результат          | Суперник Результат    | Суперник Результат  | Суперник Результат     | Місце      |
| ----------- | ---------------------- | --------------------- | --------------------------- | --------------------- | ------------------- | ---------------------- | ---------- |
| Кім Тхе Хун | до 58 кг (чоловіки)    | Ханпраб (THA) L 10–12 | Завершив виступ             | Завершив виступ       | Халіл (AUS) W 4–1   | Наварро (MEX) W 7–5    | 3          |
| Лі Де Хун   | до 68 кг (чоловіки)    | Буї (CAF) W 6–0       | Абугауш (JOR) L 8–11        | Завершив виступ       | Ахмед (EGY) W 14–6  | Ашаб (BEL) W 11–7      | 3          |
| Чха Тон Мін | понад 80 кг (чоловіки) | Сілла (BLR) W DSQ     | Ісаєв (AZE) L 8–12          | Завершив виступ       | Жапаров (KAZ) W 5–2 | Шокін (UZB) W 4–3 SUD  | 3          |
| Кім Со Хі   | до 49 кг (жінки)       | Diez (PER) W 10–2     | Вонгпаттанакіт (THA) W 6–5  | Азіез (FRA) W 1–0 SUD | Bye                 | Богданович (SRB) W 7–6 | 1          |
| О Х'є Рі    | до 67 кг (жінки)       | Паньотта (CAN) W 9–3  | Chuang C-c (TPE) W 21–9 PTG | Азізова (AZE) W 6–5   | Bye                 | Ніар (FRA) W 13–12     | 1          |

## Волейбол

### У приміщенні

#### Жіночий турнір
Склад команди
Шаблон:Склад жіночої збірної Південної Кореї з волейболу на літніх Олімпійських іграх 2016
Груповий етап
Шаблон:Підсумкова таблиця в групі A жіночого турніру з волейболу на літніх Олімпійських іграх 2016
Шаблон:Жіночий турнір з волейболу на літніх Олімпійських іграх 2016, гра A1
Шаблон:Жіночий турнір з волейболу на літніх Олімпійських іграх 2016, гра A5
Шаблон:Жіночий турнір з волейболу на літніх Олімпійських іграх 2016, гра A8
Шаблон:Жіночий турнір з волейболу на літніх Олімпійських іграх 2016, гра A12
Шаблон:Жіночий турнір з волейболу на літніх Олімпійських іграх 2016, гра A13
Чвертьфінал
Шаблон:Жіночий турнір з волейболу на літніх Олімпійських іграх 2016, гра C1

## Важка атлетика
Чоловіки
| Спортсмен    | Категорія | Ривок     | Ривок | Поштовх   | Поштовх | Загалом | Місце |
| Спортсмен    | Категорія | Результат | Місце | Результат | Місце   | Загалом | Місце |
| ------------ | --------- | --------- | ----- | --------- | ------- | ------- | ----- |
| Хан Мьон Мок | до 62 кг  | 130       | 6     | 150       | 10      | 280     | 9     |
| Вон Джон Сік | до 69 кг  | 143       | 9     | 177       | 9       | 320     | 9     |
| Ю Тон Чу     | до 85 кг  | 150       | =12   | 190       | =12     | 340     | 14    |
| Пак Хан Хван | до 94 кг  | 165       | 10    | 202       | 10      | 367     | 10    |

Жінки
| Спортсменка | Категорія   | Ривок     | Ривок | Поштовх   | Поштовх | Загалом | Місце |
| Спортсменка | Категорія   | Результат | Місце | Результат | Місце   | Загалом | Місце |
| ----------- | ----------- | --------- | ----- | --------- | ------- | ------- | ----- |
| Юн Чін Хі   | до 53 кг    | 88        | 5     | 111       | 3       | 199     | 3     |
| Лі Хі-соль  | понад 75 кг | 122       | 4     | 153       | 6       | 275     | 5     |
| Сон Йон-хі  | понад 75 кг | 118       | 8     | 155       | 5       | 273     | 6     |

## Боротьба
Легенда:
- VT – Victory by fall.
- PP – Перемога за очками – з технічними очками в того, хто програв.
- PO – Перемога за очками – без технічних очок в того, хто програв.
- ST – Перемога за явної переваги – різниця в очках становить принаймні 8 (греко-римська боротьба) або 10 (вільна боротьба) очок, без технічних очок у того, хто програв.
- SP – Перемога за явної переваги – різниця в очках становить принаймні 8 (греко-римська боротьба) або 10 (вільна боротьба) очок, з технічними очками в того, хто програв.

Чоловіки
| Спортсмен   | Категорія | Кваліфікація       | 1/8 фіналу            | Чвертьфінал        | Півфінал           | Втішний поєдинок 1 | Втішний поєдинок 2 | Фінал / БМ         | Фінал / БМ |
| Спортсмен   | Категорія | Суперник Результат | Суперник Результат    | Суперник Результат | Суперник Результат | Суперник Результат | Суперник Результат | Суперник Результат | Місце      |
| ----------- | --------- | ------------------ | --------------------- | ------------------ | ------------------ | ------------------ | ------------------ | ------------------ | ---------- |
| Юн Джун Сік | до 57 кг  | Bye                | Aliyev (AZE) L 1–4 SP | Завершив виступ    | Завершив виступ    | Завершив виступ    | Завершив виступ    | Завершив виступ    | 17         |
| Кім Гван Ук | до 86 кг  | Bye                | Салас (CUB) L 0–5 VT  | Завершив виступ    | Завершив виступ    | Завершив виступ    | Завершив виступ    | Завершив виступ    | 16         |

Греко-римська боротьба
| Спортсмен  | Категорія | Кваліфікація         | 1/8 фіналу               | Чвертьфінал             | Півфінал           | Втішний поєдинок 1 | Втішний поєдинок 2    | Фінал / БМ               | Фінал / БМ |
| Спортсмен  | Категорія | Суперник Результат   | Суперник Результат       | Суперник Результат      | Суперник Результат | Суперник Результат | Суперник Результат    | Суперник Результат       | Місце      |
| ---------- | --------- | -------------------- | ------------------------ | ----------------------- | ------------------ | ------------------ | --------------------- | ------------------------ | ---------- |
| Лі Чон Пек | до 59 кг  | Berge (NOR) L 0–3 PO | Завершив виступ          | Завершив виступ         | Завершив виступ    | Завершив виступ    | Завершив виступ       | Завершив виступ          | 14         |
| Рю Хан Су  | до 66 кг  | Bye                  | T Lőrincz (HUN) W 3–0 PO | Арутюнян (ARM) L 1–3 PP | Завершив виступ    | Bye                | Saleh (EGY) W 3–0 PO  | Chunayev (AZE) L 0–4 ST  | 5          |
| Кім Хьон У | до 75 кг  | Bye                  | Власов (RUS) L 1–3 PP    | Завершив виступ         | Завершив виступ    | Bye                | Yang B (CHN) W 3–1 PP | Старчевич (CRO) W 3–1 PP | 3          |